# Bowenie obdivuhodná
Bowenie obdivuhodná (Bowenia spectabilis), je rostlina z rodu bowenie a třídy cykasy. Bowenie pocházejí z Austrálie. Stromek s podzemním holým kmenem dosahuje až 1,5m výšky, přičemž listy rostou přímo ze země. Listy jsou na rozdíl od naprosté většiny ostatních cykasů větvené, příbuzný druh bowenie pilovitá (Bowenia serrulata) má ozubené okraje lístků.
Listy byly v minulosti používány do květinové výzdoby, poté zařazeny mezi chráněné se již takto nevyužívají. Jejich růst je tak pomalý, že se nehodí k masové výrobě na prodej, na rozdíl například od cykasu japonského.

## Etymologie
Bowenie obdivuhodná byla poprvé popsána v roce 1863 Josephem Daltonem Hookerem, který celému rodu přidělil jméno tehdejšího guvernéra Queenslandu sir George Fergusona Bowena. Český název je používán pro nejstarší známou rostlinu v ČR v botanické zahradě Liberec.

## Rozšíření
Bowenie obdivuhodná roste v australském Queenslandu, v horkém vlhku tropického dešťového pralesa na stinných svazích a poblíž řek v nížinách. I proto tyto rostliny nesnášejí chlad. Vzhledem k lesnímu původu se doporučuje je pěstovat v polostínu. Rozmnožují se buď semeny, nebo uměle dělením kořene.
Fosilní druh Bowenia eocenica je znám z uhelných dolů v australském státě Victoria, a Bowenia papillosa z uhlí v New South Walesu. Obě zkameněliny listů pocházejí z Eocénu.